# هیدرولوژی و منابع آبی فلات ایران

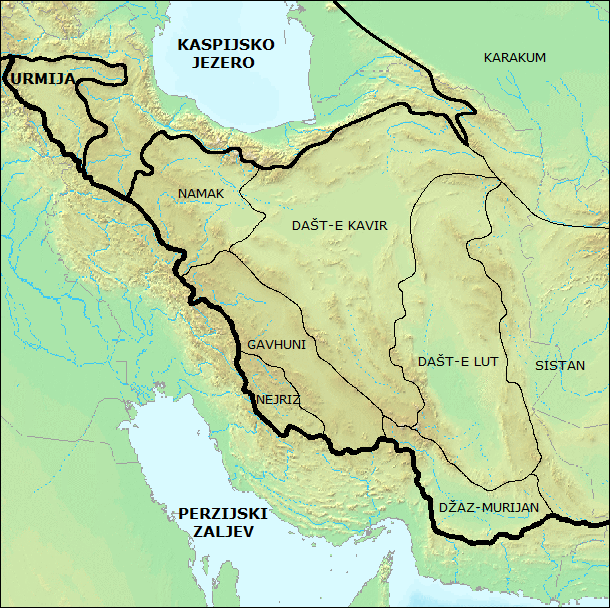
حوضه‌های آبریز ایران

فلات ایران، منطقهٔ بزرگی از حوضه آبریز بسته در مرکز ایران است که از شمال به کوه‌های البرز از غرب و جنوب به کوه‌های زاگرس و از شرق به رشته کوه‌های موسوم به ارتفاعات شرقی ایران محدود می‌شود. طول این فلات از شمال غربی به جنوب شرقی ۱۰۰۰ کیلومتر بوده و پهنای آن در حدود ۶۰۰ کیلومتر است. به جز ناحیهٔ کوچکی در جنوب شرق حداقل ارتفاعی ۵۰۰ متر بالاتر از سطح دریا دارد. ارتفاع آن در حاشیه‌های شمالی و غربی به بیش از ۳۰۰۰ متر می‌رسد. توپوگرافی عمومی فلات متغیر است ولی مشخصهٔ آن وجود بلوک‌های صخره‌های سخت در سرتاسر آن است که توسط مخروط افکنه‌ها و دشت‌های آبرفتی در بر گرفته شده‌اند. در پست‌ترین بخش‌های فلات، کویرها بسیار فراوانند.
مرزهای آبریز طبیعی فلات با مرزهای اداری نواحی سرشماری مطابقت نمی‌کند و بدین دلیل تخمین شمار مردمی که در خود فلات زندگی می‌کنند دشوار است. تخمین‌های انجام شده نشان می‌دهد که حدوداً ۴۴ درصد از کل جمعیت ساکنین فلات هستند. بیشتر این مردم در شمال غربی و غرب فلات پیرامون مراکز بزرگ شهری تهران، قزوین، همدان، قم و اصفهان و شیراز متمرکزند. تراکم جمعیت در حاشیه‌های شرقی و جنوب شرقی فلات بسیار کم و کمتر از ۵ نفر در کیلومتر مربع است.
زه‌کشی فلات درونی یا بسته است. در نتیجهٔ بی قاعدگی‌های توپوگرافیک شش حوضهٔ مجزای آبریز درونی قابل شناسایی هستند. بزرگترین آن‌ها با اختلاف بالا دشت کویر است که در حدود یک سوم کل مساحت را در بر می‌گیرد. در کنار کوه‌های زاگرس رشته حوضه‌های کوچکتری یافت می‌شوند.
در بخش‌های شرقی و جنوبی فلات مازاد سالیانه آب رخ نمی‌دهد و به این دلیل جریان‌ها فقط به مدت کوتاه در پی بارش‌های شدید باران جریان می‌یابند. سامانه‌های رودخانه‌ای دائمی تنها پیرامون حاشیه‌هایی آبریز درونی که به شیب‌ کوه‌های البرز و زاگرس می‌ریزند یافت می‌شوند. این رودخانه‌ها، که تقریباً همگی‌شان کوچکند، از مازاد آب تولید شده در مناطق مرتفع سیراب می‌شوند. این رودخانه‌ها حجم قابل توجهی از آب را به بخش اصلی فلات حمل می‌کنند. ویژگی شاخص تقریباً همگی این جریان‌ها این است که رژیم آن‌ها توسط آب ناشی از آب شدن برف‌ها تعیین می‌شوند. سهم بزرگی از بارش طی ماه‌های زمستان به صورت برف است. این آب در ارتفاعات تا ازدیاد دما در اواخر بهار یا اوایل تابستان به صورت برف نگه داشته می‌شود. برف آب شده در حجم بالا به سامانه‌های رودخانه‌ای پیرامون حاشیه‌های غربی و شمالی فلات سرازیر شده و در مارس، آوریل و مه که بارش ماهانه رو به افول می‌رود به اوج خود می‌رسد.